# Piper juliflorum
Piper juliflorum är en pepparväxtart som beskrevs av Nees & Mart.. Piper juliflorum ingår i släktet Piper och familjen pepparväxter. Inga underarter finns listade i Catalogue of Life.